# Saison 1990-1991 de la LAH
Saison précédente Saison suivante
La saison 1990 - 1991 de la Ligue américaine de hockey est la 55e saison de la ligue au cours de laquelle quinze équipes jouent chacune 80 matchs de saison régulière. Les Indians de Springfield remportent leur sixième coupe Calder.

## Changements de franchises
- Les Whalers de Binghamton sont renommés en Rangers de Binghamton.
- Les Canadiens de Sherbrooke déménagent à Fredericton et deviennent les Canadiens de Fredericton.
- Les Islanders de Capital District intègrent la ligue dans la division Sud.

## Saison régulière

### Classement
| Clt   | Équipe                   | PJ | V  | D  | N  | BP  | BC  | Pts |
| ----- | ------------------------ | -- | -- | -- | -- | --- | --- | --- |
| +001, | Indians de Springfield   | 80 | 43 | 27 | 10 | 348 | 281 | 96  |
| +002, | Oilers du Cap-Breton     | 80 | 41 | 31 | 8  | 306 | 301 | 90  |
| +003, | Hawks de Moncton         | 80 | 36 | 32 | 12 | 270 | 267 | 84  |
| +004, | Canadiens de Fredericton | 80 | 36 | 35 | 9  | 295 | 292 | 81  |
| +005, | Mariners du Maine        | 80 | 34 | 34 | 12 | 269 | 284 | 80  |
| +006, | Citadels d'Halifax       | 80 | 33 | 35 | 12 | 338 | 340 | 78  |
| +007, | Nighthawks de New Haven  | 80 | 24 | 45 | 11 | 246 | 324 | 59  |

| Clt   | Équipe                        | PJ | V  | D  | N  | BP  | BC  | Pts |
| ----- | ----------------------------- | -- | -- | -- | -- | --- | --- | --- |
| +001, | Americans de Rochester        | 80 | 45 | 26 | 9  | 326 | 253 | 99  |
| +002, | Rangers de Binghamton         | 80 | 44 | 30 | 6  | 318 | 274 | 94  |
| +003, | Skipjacks de Baltimore        | 80 | 39 | 34 | 7  | 325 | 289 | 85  |
| +004, | Bears de Hershey              | 80 | 33 | 35 | 12 | 313 | 324 | 78  |
| +005, | Red Wings de l'Adirondack     | 80 | 33 | 37 | 10 | 320 | 346 | 76  |
| +006, | Devils d'Utica                | 80 | 36 | 42 | 2  | 325 | 346 | 74  |
| +007, | Islanders de Capital District | 80 | 28 | 43 | 9  | 284 | 323 | 65  |
| +008, | Saints de Newmarket           | 80 | 26 | 45 | 9  | 278 | 317 | 61  |

- En gras : qualifiés pour les séries
- En italique : qualifié pour le tour préliminaire des séries

### Meilleurs pointeurs
| Joueur           | Équipe                    | PJ | B  | A  | Pts | Pun |
| ---------------- | ------------------------- | -- | -- | -- | --- | --- |
| Kevin Todd       | Devils d'Utica            | 75 | 37 | 81 | 118 | 75  |
| Patrick Lebeau   | Canadiens de Fredericton  | 69 | 50 | 51 | 101 | 32  |
| Shaun Van Allen  | Oilers du Cap-Breton      | 76 | 25 | 75 | 100 | 182 |
| Bill McDougall   | Red Wings de l'Adirondack | 71 | 47 | 52 | 99  | 192 |
| Jesse Belanger   | Canadiens de Fredericton  | 75 | 40 | 58 | 98  | 30  |
| Neil Brady       | Devils d'Utica            | 77 | 33 | 63 | 96  | 91  |
| Michel Picard    | Indians de Springfield    | 77 | 56 | 40 | 96  | 61  |
| James Black      | Indians de Springfield    | 79 | 35 | 61 | 96  | 34  |
| Miroslav Ihnacak | Citadels d'Halifax        | 77 | 38 | 57 | 95  | 42  |
| Dan Currie       | Oilers du Cap-Breton      | 71 | 47 | 45 | 92  | 51  |

## Séries éliminatoires
Avec l'arrivée d'une quinzième équipe, la ligue instaure un tour préliminaire entre les équipes classées quatrième et cinquième de leurs poules respectives. Cette rencontre préliminaire est jouée au meilleur des deux matchs, le vainqueur étant désigné grâce aux buts marqués en cas d'égalité. Toutes les séries sont ensuite disputées au meilleur des sept matchs.
- Le premier de chaque division rencontre le vainqueur de la ronde préliminaire pendant que le deuxième affronte le troisième.
- Les vainqueurs s'affronte en finale de division.
- Les gagnants de chaque moitié de tableau jouent la finale de la coupe Calder[3].

### Tour préliminaire
Les Canadiens de Fredericton et les Bears de Hershey se qualifient au nombre de buts marqués.

#### Fredericton contre Maine
| 2 avril | Canadiens de Fredericton | 7-2 | Mariners du Maine |  |

| 3 avril | Canadiens de Fredericton | 4-5 | Mariners du Maine |  |

#### Hershey contre Adirondack
| 2 avril | Bears de Hershey | 2-3 (pr) | Red Wings de l'Adirondack |  |

| 3 avril | Bears de Hershey | 11-1 | Red Wings de l'Adirondack |  |

### Tableau final
|  | Demi-finales de division | Demi-finales de division | Demi-finales de division | Demi-finales de division |    |             | Finales de division | Finales de division | Finales de division | Finales de division |  |  | Finale de la Coupe Calder | Finale de la Coupe Calder | Finale de la Coupe Calder | Finale de la Coupe Calder |
|  |                          |                          |                          |                          |    |             |                     |                     |                     |                     |  |  |                           |                           |                           |                           |
|  |                          |                          |                          |                          |    |             |                     |                     |                     |                     |  |  |                           |                           |                           |                           |
|  |                          |                          |                          |                          |    |             |                     |                     |                     |                     |  |  |                           |                           |                           |                           |
|  | N1                       | Springfield              | 4                        | 4                        |    |             |                     |                     |                     |                     |  |  |                           |                           |                           |                           |
|  | N1                       | Springfield              | 4                        | 4                        |    |             |                     |                     |                     |                     |  |  |                           |                           |                           |                           |
|  | Q                        | Fredericton              | 3                        | 3                        |    |             |                     |                     |                     |                     |  |  |                           |                           |                           |                           |
|  | Q                        | Fredericton              | 3                        | 3                        | N1 | Springfield | 4                   | 4                   |                     |                     |  |  |                           |                           |                           |                           |
|  |                          |                          |                          |                          | N1 | Springfield | 4                   | 4                   |                     |                     |  |  |                           |                           |                           |                           |
|  |                          |                          | N3                       | Moncton                  | 1  | 1           |                     |                     |                     |                     |  |  |                           |                           |                           |                           |
|  | N3                       | Moncton                  | N3                       | Moncton                  | 1  | 1           | 4                   | 4                   |                     |                     |  |  |                           |                           |                           |                           |
|  | N3                       | Moncton                  |                          |                          |    |             |                     | 4                   |                     |                     |  |  |                           |                           |                           |                           |
|  | N2                       | Cap-Breton               | 0                        | 0                        |    |             |                     |                     |                     |                     |  |  |                           |                           |                           |                           |
|  | N2                       | Cap-Breton               | 0                        | 0                        | N1 | Springfield | 4                   | 4                   |                     |                     |  |  |                           |                           |                           |                           |
|  |                          |                          |                          |                          | N1 | Springfield | 4                   | 4                   |                     |                     |  |  |                           |                           |                           |                           |
|  |                          |                          | S1                       | Rochester                | 2  | 2           |                     |                     |                     |                     |  |  |                           |                           |                           |                           |
|  | S1                       | Rochester                | S1                       | Rochester                | 2  | 2           | 4                   | 4                   |                     |                     |  |  |                           |                           |                           |                           |
|  | S1                       | Rochester                |                          |                          |    |             |                     |                     |                     |                     |  |  |                           |                           |                           |                           |
|  | Q                        | Hershey                  | 1                        | 1                        |    |             |                     |                     |                     |                     |  |  |                           |                           |                           |                           |
|  | Q                        | Hershey                  | 1                        | 1                        | S1 | Rochester   | 4                   | 4                   |                     |                     |  |  |                           |                           |                           |                           |
|  |                          |                          |                          |                          | S1 | Rochester   | 4                   | 4                   |                     |                     |  |  |                           |                           |                           |                           |
|  |                          |                          | S2                       | Binghamton               | 0  | 0           |                     |                     |                     |                     |  |  |                           |                           |                           |                           |
|  | S3                       | Baltimore                | S2                       | Binghamton               | 0  | 0           | 2                   | 2                   |                     |                     |  |  |                           |                           |                           |                           |
|  | S3                       | Baltimore                |                          |                          |    |             |                     | 2                   |                     |                     |  |  |                           |                           |                           |                           |
|  | S2                       | Binghamton               | 4                        | 4                        |    |             |                     |                     |                     |                     |  |  |                           |                           |                           |                           |
|  | S2                       | Binghamton               | 4                        | 4                        |    |             |                     |                     |                     |                     |  |  |                           |                           |                           |                           |
|  |                          |                          |                          |                          |    |             |                     |                     |                     |                     |  |  |                           |                           |                           |                           |

## Trophées

### Trophées collectifs
| Coupe Calder : Vainqueurs des séries                        | Indians de Springfield |
| Trophée Richard-F.-Canning : Vainqueurs de la division Nord | Indians de Springfield |
| Trophée Robert-W.-Clarke : Vainqueurs de la division Sud    | Americans de Rochester |
| Trophée F.-G.-« Teddy »-Oke : Champions de la division Nord | Indians de Springfield |
| Trophée John-D.-Chick : Champions de la division Sud        | Americans de Rochester |

### Trophées individuels
| Trophée Les-Cunningham : Meilleur joueur de la saison                                 | Kevin Todd (Devils d'Utica)                             |
| Trophée John-B.-Sollenberger : Meilleur pointeur                                      | Kevin Todd (Devils d'Utica)                             |
| Trophée Dudley-« Red »-Garrett : Meilleure recrue                                     | Patrick Lebeau (Canadiens de Fredericton)               |
| Trophée Eddie-Shore : Meilleur défenseur de la saison                                 | Norm Maciver (Oilers du Cap-Breton)                     |
| Trophée Aldege-« Baz »-Bastien : Meilleur gardien                                     | Mark Laforest (Rangers de Binghamton)                   |
| Trophée Harry-« Hap »-Holmes : Gardien(s) de l'équipe ayant encaissé le moins de buts | David Littman et Darcy Wakaluk (Americans de Rochester) |
| Trophée Louis-A.-R.-Pieri : Meilleur entraîneur de la saison                          | Don Lever (Americans de Rochester)                      |
| Trophée Fred-T.-Hunt : Joueur au meilleur esprit sportif'                             | Glenn Merkosky (Red Wings de l'Adirondack)              |
| Trophée Jack-A.-Butterfield : Meilleur joueur des séries                              | Kay Whitmore (Indians de Springfield)                   |